# Timó (España)
Timó fue un municipio y localidad española, hoy día despoblada, de la provincia de Lérida.

## Toponimia
El nombre del lugar puede encontrarse escrito con las grafías Timó y Timor.

## Historia
El lugar tuvo ayuntamiento propio. El municipio de Timó desapareció de cara al censo de 1857, cuando el término se incorporó al de Sant Pere dels Arquells. Hacia mediados del siglo XIX, el lugar tenía contabilizada una población de 19 habitantes. Aparece descrito en el decimocuarto volumen del Diccionario geográfico-estadístico-histórico de España y sus posesiones de Ultramar de Pascual Madoz con las siguientes palabras:

TIMÓ: l. en la prov. de Lérida (9 leg.), part. jud. de Cervera (1 1/6), dióc. de Vich (14), aud. terr. y c. g. de Barcelona (13 1/3), ayunt. de San Pere de Arquélls: sit. en una eminencia; su clima es templado en el verano, pero frio en el invierno. Tiene 6 casas; igl. (San Jaime) aneja de San Antolin; cementerio, y una fuente de buenas aguas. Confina N. Mompalaú; E. Briansó; S. San Pere de Arquélls, y O. Cervera: en el térm. se encuentra una hermosa casa de campo titulada mas de Toni. El terreno es de secano y de ínfima calidad. Hay arbolado de robles, encinas, pinos y arbustos. Los caminos son locales: la correspondencia se recibe de Cervera. prod.: trigo, cebada, centeno, vino, legumbers, nueces, almendras y pastos: cria ganado cabrio, lanar y vacuno, y caza de conejos, perdices y liebres. pobl.: 3 vec., 19 alm. cap. imp.: 12,054 rs. contr.: el 14'48 por 100 de esta riqueza.
(Madoz, 1849, p. 759)